# 林兆彬
林兆彬（英語：Ben Lam Siu-pan，1991年8月14日—），在香港出生長大，祖籍廣東省廣州市，是香港政治家，前香港油尖旺區議會旺角東選區議員，也是前社區前進召集人、立法會教育界功能界別議員葉建源的前議員助理、香港專上學生聯會（學聯）前副秘書長。亦是註冊社工、電影評論家、時事評論家、網台節目主持人。目前定居英國。

## 簡歷
林兆彬自言從小至今，見到不公義的事情，心裡都會感覺不舒服。高中立志做社工，希望消除社會不公義。大學時唸社工，希望協助基層市民。在中大學生會及學聯「上莊」（擔任學會內閣幹事）後對政治產生更大興趣，並開始參加社運。畢業後擔任立法會議員助理四年，了解到議會運作及制定政策的過程，但林兆彬認為政治氣氛每況愈下，《議事規則》遭修改後，立法會已淪為橡皮圖章，由是決定到社區深耕細作，為基層、為民主出力。一年多過去，兩邊走感到吃力且不能兼顧，索性辭職全時間專心地區工作。
16年至17年林兆彬曾效力網台謎米香港主持節目《文人多說話》。

## 創立社區組織
17年與其他關注基層和社區重建議題的十人合組「社區前進」（Community March），任召集人。社區前進的宗旨是扎根社區，由社區開始重建民主陣地。社區則主打油尖旺區議題，關注基層、勞工議題，動員街坊關注自己權益，長遠目標是參與選舉。預計會參與 2019年區議會選舉，目標選區則集中在油尖旺、深水埗兩大區。

## 政治立場
林兆彬的政治啟蒙是支聯會的六四晚會，2009年他第一次參與，後來成了支聯會義工。
林兆彬被〈大公報〉評為『立場激進，曾在「佔中」金鐘清場時被捕，但沒有被起訴。他曾撰文撐中大學生在校園張貼「港獨」標語，指摘中大校方出聲明反「港獨」及調查涉事學生是「火上加油」，讓人擔心。去年「香港眾志」周庭參加港島補選被「DQ」（Disqualify 褫奪參選資格），林兆彬亦發文公開批評選舉主任。』

## 2019年區議會選舉
林兆彬明言 2019年區議會選舉他會考慮參選旺角東，他現時每周三日開早站，他家住葵涌，天光便起床，七點半到旺角警署外派傳單，其他時間全用作跟進個案和見街坊，周末周日則辦活動和興趣班。 結果他最後在旺角東選區參選，並取得近六成選票，擊敗時任建制派議員黃建新當選。

## 外部連結
- 社區前進的Facebook專頁
- 林兆彬的Facebook專頁
- 主場博客：林兆彬 （页面存档备份，存于）

| 議會席位      | 議會席位                              | 議會席位              |
| ------------- | ------------------------------------- | --------------------- |
| 前任： 黃建新 | 油尖旺區議會議員 旺角東選區 2020-2021 | 繼任： 末任(選區取消) |